# Abarema leucophylla
Abarema leucophylla és una espècie de llegum del gènere Abarema de la família Fabaceae.

## Variants
- Abarema leucophylla var. vaupesensisés és una variant vulnerable[1] restringida a una zona al llarg del riu Vaupés i del riu Caquetá, al departament de Vaupés, Colòmbia.